# هاري كار (صحفي)
هاري كار (بالإنجليزية: Harry Carr)‏ هو كاتب العمود وصحفي أمريكي، ولد في 1877، وتوفي في 1936.